# Periploca acuminata
Periploca acuminata är en oleanderväxtart som beskrevs av M.A. Rahman och C.C. Wilcock. Periploca acuminata ingår i släktet Periploca och familjen oleanderväxter. Inga underarter finns listade i Catalogue of Life.